# Ribera del Gállego-Cinco Villas
Ribera del Gállego-Cinco Villas es una indicación geográfica protegida, utilizada para designar los vinos de la tierra originarios de la zonas vitícolas españolas de la ribera del Gállego y Cinco Villas.

## Zona de producción
La zona de producción comprende los siguientes municipios de la provincia de Huesca: Agüero, Alcalá de Gurrea, Almudévar, Ayerbe, Biscarrués, Gurrea de Gállego, La Sotonera, Loarre, Los Corrales y Lupiñen-Ortilla. Y de la provincia de Zaragoza: Ardisa, Biota, Castejón de Valdejasa, Ejea de los Caballeros, Erla, Las Pedrosas, Leciñena, Luna, Murillo de Gállego, Perdiguera, Piedratajada, Puendeluna, Tauste, Sádaba, San Mateo de Gállego, Santa Eulalia, Sierra de Luna, Uncastillo, Valpalmas, Villanueva de Gállego, Zaragoza y Zuera.
Esta indicación geográfica fue reglamentada en 2003 y admite categorías de vinos blancos con grado alcohólico natural mínimo de 11º , rosados con 11,5º y tintos con 12º.

## Variedades de uva
- Blancas: Macabeo y Garnacha blanca
- Tintas: Moristel, Mazuela, Cabernet Sauvignon, Merlot, Tempranillo, Garnacha Tinta y Syrah.